# 12 Kaukaski Przeciwpancerny Związek Bojowy
12 Kaukaski Przeciwpancerny Związek Bojowy (niem. Kaukasiche Panzerjäger Verband 12, ros. 12-е Кавказское истребительно-противотанковое соединение) – kolaboracyjna jednostka wojskowa Wehrmachtu złożona z mieszkańców Kaukazu pod koniec II wojny światowej.

## Historia
Jednostka została sformowana zimą 1944/1945 r. w obozie szkoleniowym w Neuhammer na Śląsku. Składała się z dwóch kompanii armeńskich, kompanii azerbejdżańskiej i kompanii gruzińskiej. Liczyła ok. 2,5 tys. żołnierzy pochodzenia armeńskiego, azerbejdżańskiego, gruzińskiego i północnokaukaskiego, wywodzących się z batalionów Legionów Wschodnich. Byli oni uzbrojeni w panzerfausty i panzerschrecki. Część żołnierzy miała też karabiny samoczynne StG44. Jednostka na pocz. 1945 r. wzięła udział w ciężkich walkach obronnych nad Odrą, a następnie w obronie Berlina, gdzie została zniszczona. Nieliczni ocaleni żołnierze zostali natychmiast rozstrzelani przez Sowietów.